# Bewerbungen für die Olympischen Sommerspiele 2020

Kandidatenlogo der siegreichen Bewerberstadt Tokio

Sechs Städte reichten beim Internationalen Olympischen Komitee (IOC) eine Bewerbung für die Durchführung der Olympischen Sommerspiele 2020 und der Sommer-Paralympics 2020 ein. Die Bewerbungen Bakus für Aserbaidschan, Dohas für Katar wurden im Mai 2012 nicht für die Endauswahl zugelassen. Die Zulassung für die endgültige Entscheidung um den Austragungsort erhielten das japanische Tokio, das türkische Istanbul sowie das spanische Madrid.

## Bewerbungsprozess

### „Wishing City“-Phase
Diese erste Phase begann am 24. Mai 2011, als das IOC alle Nationalen Olympischen Komitees einlud, sich zu bewerben. Bis zum 1. September 2011 sollten je ein offizieller Brief der sich bewerbenden Stadt und des jeweiligen NOK an das IOC geschickt werden. Sollte der vorgeschlagene Termin der Olympischen Spiele außerhalb der üblichen Periode Juli bis September liegen, so sollte ein entsprechendes Schreiben bereits zum 29. Juli 2011 in Lausanne (dem Sitz des IOC) vorliegen.

### „Applicant City“-Phase
Mit der Unterzeichnung der „Candidate Acceptance Procedure“ begann am 15. September 2011 die „Applicant City“-Phase. Die Städte wurden nun zu offiziellen Bewerbern und mussten dem IOC eine Gebühr von 150.000 Dollar überweisen. Im November 2011 hielt das IOC ein Seminar ab, in dem es die Bewerberstädte über den weiteren Bewerbungsprozess aufklärte. Danach hatten die Bewerberstädte bis zum 15. Februar 2012 Zeit, ihre Bewerbungsdokumente (die sogenannten „Application Files“) zu erstellen und sie dem IOC zu schicken. Bis April wurden die Unterlagen durch das IOC ausgewertet.

### „Candidate City“-Phase
Am 24. Mai 2012 gab das IOC in Québec bekannt, welche Bewerberstädte zur Liste der Kandidatenstädte, der „Candidate Cities“, gehörten und somit weiter im Rennen um die Olympischen Spiele waren. Diese waren Istanbul, Madrid und Tokio. Diese drei Kandidatenstädte mussten bis zum 7. Januar 2013 weitere Bewerbungsdokumente, die „Bid Books“, beim IOC abliefern. Die „Bid Books“ sind weit umfangreicher als die „Application Files“ und dienen als Grundlage für die Besuche der Evaluierungskommission, die die angegebenen Daten überprüft und die Kandidaten nochmals bewertet. Die Bewertungen durch das IOC wurden im Juni 2013 der Öffentlichkeit vorgestellt. In den folgenden Wochen gab es häufige Präsentationen der Kandidaten, ehe am 7. September in Buenos Aires die Gastgeberstadt („Host City“) von den IOC-Mitgliedern gewählt wurde.
Am 24. Mai 2012 teilte das IOC mit, dass Tokio, Madrid (jeweils 12:0 Stimmen vom Exekutiv-Komitee) und Istanbul (11:1 Stimmen) als offizielle Bewerberstädte anerkannt wurden, wohingegen die Bewerbungen von Doha (3:9 Stimmen) und Baku (0:12 Stimmen) abgelehnt wurden.

## Wahl
| Tokio |

| Istanbul |

| Madrid |

| Rom |

| Baku |

| Doha |

Bis zum Ende der Bewerbungsfrist wurden beim IOC sechs Bewerbungen eingereicht. Am 8. Dezember 2011 wurde ausgelost, in welcher Reihenfolge die Bewerber alle Präsentationen, darunter die am Entscheidungstag in Buenos Aires, durchführen sollten. Diese Reihenfolge lautete: Istanbul, Tokio, Rom, Baku, Doha und Madrid. Nach dem Ende der Bewerbung Roms waren noch fünf mögliche Austragungsorte übrig geblieben, etwa drei Monate später, am 23. Mai 2012, gab das IOC bekannt, dass Istanbul, Tokio und Madrid den Status einer Kandidatenstadt erreichten.
Die Mitglieder des IOC entschieden am 7. September 2013 in Buenos Aires über den Austragungsort der Olympischen Spiele 2020. In der ersten Wahlrunde erreichte Tokio 42 Stimmen. Zwischen Madrid und Istanbul gab es einen Gleichstand von 26:26 Stimmen. Eine Stichwahl (49:45 Stimmen) entschied, dass Istanbul in die Endabstimmung kam. Dort erhielt Tokio 60 Stimmen (Istanbul 36).
| Ort      | Land    | Runde 1 | Stichwahl | Runde 2 |
| -------- | ------- | ------- | --------- | ------- |
| Tokio    | Japan   | 42      | –         | 60      |
| Istanbul | Türkei  | 26      | 49        | 36      |
| Madrid   | Spanien | 26      | 45        | –       |

### Korruptionsverdacht
Nach Angaben der Pariser Finanzstaatsanwaltschaft sollen im Juli und Oktober 2013 zwei Zahlungen mit dem Betreff „Tokyo 2020 Olympic Game Bid“ („Tokio 2020 Olympiabewerbung“) von einem japanischen Konto an die Firma Black Tidings in Singapur geflossen sein, wobei es um eine Summe in Höhe von 2,8 Millionen Singapur-Dollar (rund 1,8 Millionen Euro) ging. Der Inhaber von Black Tidings stand Papa Massata Diack nahe, dem Sohn des früheren Präsidenten des Leichtathletikweltverbandes (IAAF), Lamine Diack, gegen die die französische Justiz im Zusammenhang mit dem Doping und Korruption beim IAAF ermittelt, in diesem Zusammenhang auf die verdächtigen Zahlungen hingewiesen wurde und ein gesondertes Korruptionsermittlungsverfahren eröffnete. Ende Oktober 2017 wurde ein Mailverkehr zwischen Lamine Diack und seinem Sohn Papa Massata Diack vom Tag der IOC-Entscheidung für Tokio publik, der aus Sicht der Strafermittler der Pariser Sonderstaatsanwaltschaft „Parquet national financier“ (PNF) besondere Beweiskraft hat, weil diesem zufolge Lamine Diack tatsächlich Einfluss auf das Stimmverhalten des afrikanischen Blocks hatte, der sich auf keinen Fall für Madrid aussprechen sollte. Anders als der in Frankreich unter Hausarrest stehende Lamine Diack, konnte Papa Massata Diack in Senegal abtauchen, weil er seit 2016 von Interpol gesucht wird.

## Kandidatenstädte

### Tokio
Tokio trug 1964 bereits die Spiele aus. Auch 1940 war Tokio für die Austragung der Spiele vorgesehen, musste sie aber nach dem Ausbruch des Japanisch-Chinesischen Krieges am 16. Juli 1938 an das IOC zurückgeben. Darüber hinaus bewarb sich die Stadt erfolglos um die Spiele 1960 und 2016.
Fast alle Wettbewerbe sollen innerhalb von acht Kilometern um das olympische Dorf ausgetragen werden. Lediglich die Fußballspiele – vorgesehen sind das Ajinomoto-Stadion in Chōfu, der Sapporo Dome in Sapporo, das Miyagi-Stadion in Sendai, das Saitama Stadium in Saitama und das Nissan-Stadion in Yokohama – sowie der Moderne Fünfkampf fänden außerhalb dieses Bereiches statt. Innerhalb des 8-km-Radius sollen sich die Sportstätten auf die Heritage Zone im Norden (u. a. mit dem Olympiastadion; Sportarten: Leichtathletik, Rugby, Tischtennis, Handball, Judo, die Straßenradrennen, Gewichtheben und Boxen) und die Tokyo Bay Zone im Süden (u. a. mit dem Medienzentrum; Sportarten: Volleyball, BMX, Bahnradsport, Turnen, Tennis, Triathlon, Marathon, Beachvolleyball, Ringen, Fechten, Taekwondo, Hockey, Reitsport, Rudern, Kanu, Badminton, Basketball, Bogenschießen und Schwimmsport) aufteilen. Aufgrund der hohen Tokioter Hotelkapazität von über 100.000 Zimmern wäre der Bau eines Mediendorfes nicht nötig.
Das Logo zeigt Kirschblüten (zur Symbolik siehe Kirschblütenfest). Am 19. Juli 2012 wurde der offizielle Slogan der Bewerbung – „Discover Tomorrow“ – bekanntgegeben.

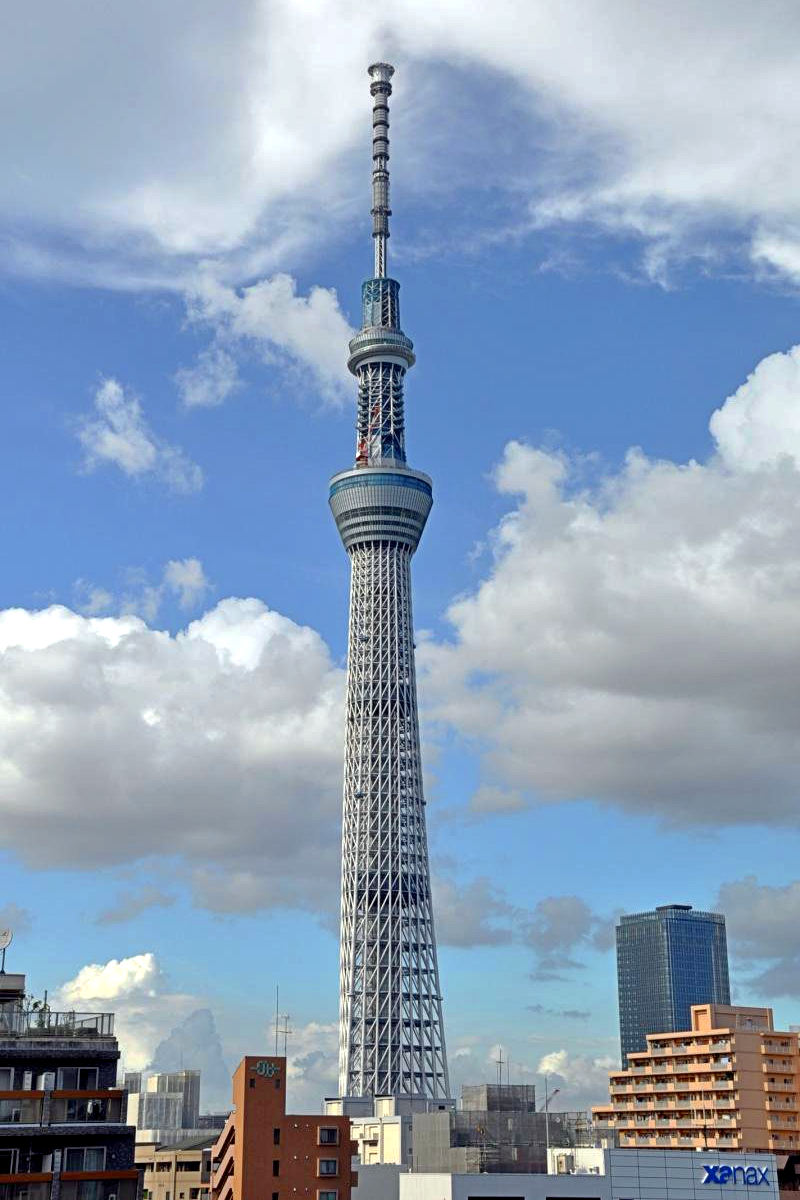
Der Tokyo Skytree, mit 634 m Tokios höchstes Bauwerk
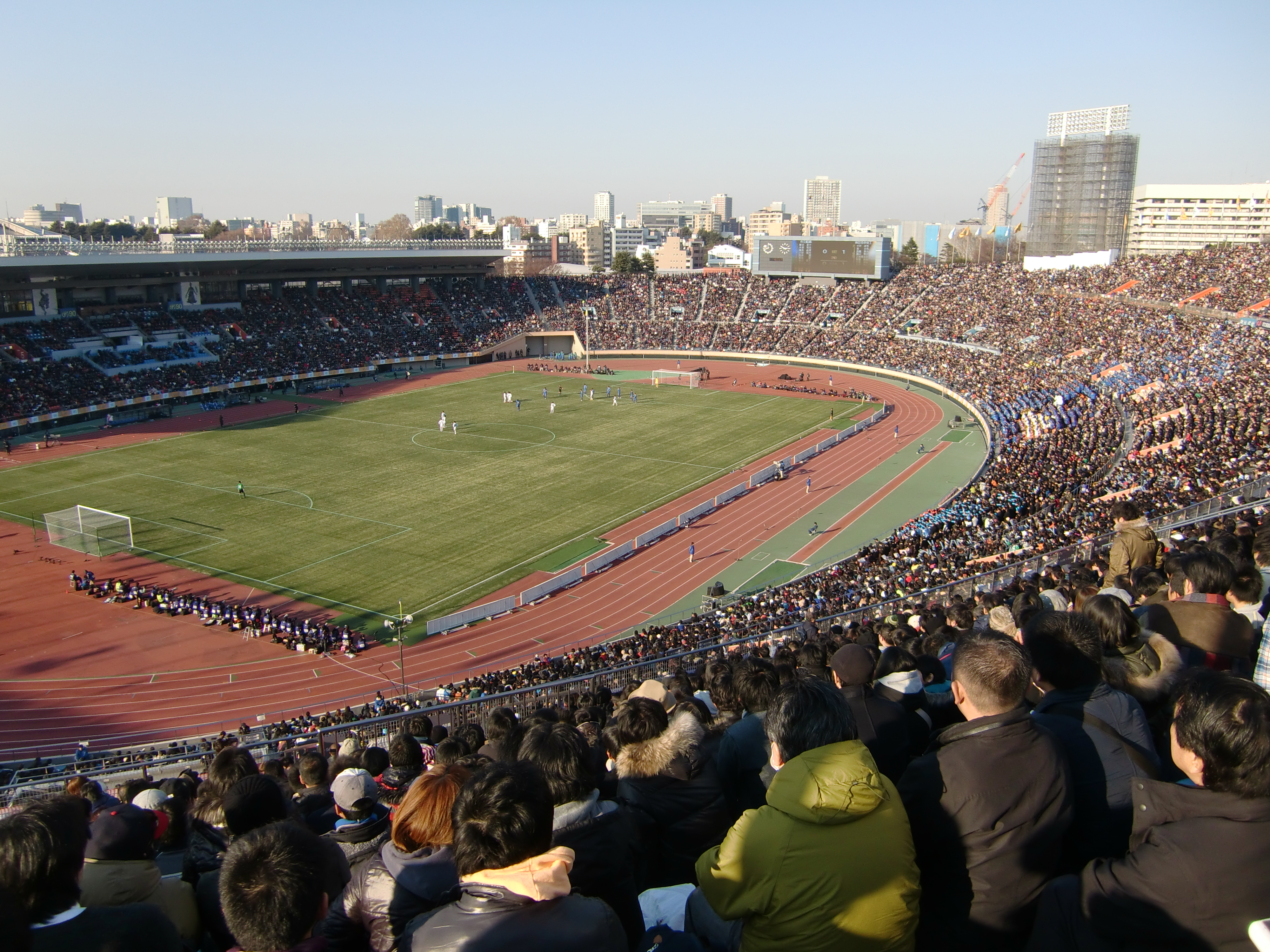
Für die Rugby-Union-Weltmeisterschaft 2019 wird das Olympiastadion Tokio abgerissen werden und dort ein neues Stadion für 80.000 Zuschauer entstehen.

Tokio ist sehr dicht besiedelt: In Tokio leben laut Statistik 9.055.257 Einwohner auf 622 km² (14.558,8 Ew./km²); in der Metropolregion leben über 35 Millionen Menschen (über 2.600 Ew./km²).

### Istanbul
Bisher wurden noch keine Olympischen Spiele in der Türkei ausgetragen. Istanbul bewarb sich bisher fünf Mal erfolglos um die Spiele 2000, 2004, 2008, 2012 und 2020.
Istanbuls Sportstättenplan sahen vor, die Wettbewerbe innerhalb von drei großen Zonen auszurichten. In der Olympic City Zone hätte sich unter anderem das Atatürk-Olympiastadion befunden. Neben den Leichtathletikwettbewerben wären hier Turnen, Boxen, Tischtennis, Ringen, Badminton, Hockey, Tennis, Schwimmsport, Reitsport, Fechten, Sportschießen und der Moderne Fünfkampf veranstaltet worden. In diesem Bereich hätten sich auch das olympische Dorf, das Mediendorf und das Pressezentrum befunden. Weiter südlich war die Coastal Zone mit den Sportstätten für Basketball, Judo, Taekwondo, Bahnradsport, Segeln, Handball, Gehen, Straßenradsport und Triathlon eingeplant. Zu diesen Sportstätten gehörten u. a. der Sinan Erdem Dome und die für die IAAF Hallenweltmeisterschaften 2012 errichtete Ataköy Athletics Arena. Im neuen Bosphorus Stadium für 100.000 Zuschauer hätten in der Bosphorus Zone die Eröffnungs- und Schlussfeier stattgefunden. Daneben hätte es hier Sportstätten für Gewichtheben, Rugby, Marathon, Rudern, Kanusprint, Bogenschießen und Beachvolleyball gegeben. Im Norden Istanbuls hätten in der Forest Zone Golf, BMX, Mountainbike und Kanuslalom stattgefunden. Zusätzlich zu den genannten Sportstätten in den Zonen sollte es noch die Ülker Sports Arena für Volleyball geben. Als Fußballstadien für die Vorrundenspiele sollten das Şükrü-Saracoğlu-Stadion und die Türk Telekom Arena in Istanbul, das Kayseri-Kadir-Has-Stadion in Kayseri, das New Ankara Stadium in Ankara, das New Antalya Stadium in Antalya, das New Izmir Stadium in Izmir und die Bursa Timsah Arena in Bursa fungieren. Die Finalspiele hätten im Atatürk-Olympiastadion stattgefunden.
Der Slogan der Bewerbung lautete „Bridge Together“. Das Logo zeigte eine Tulpe sowie Istanbuls Silhouette am Bosporus.

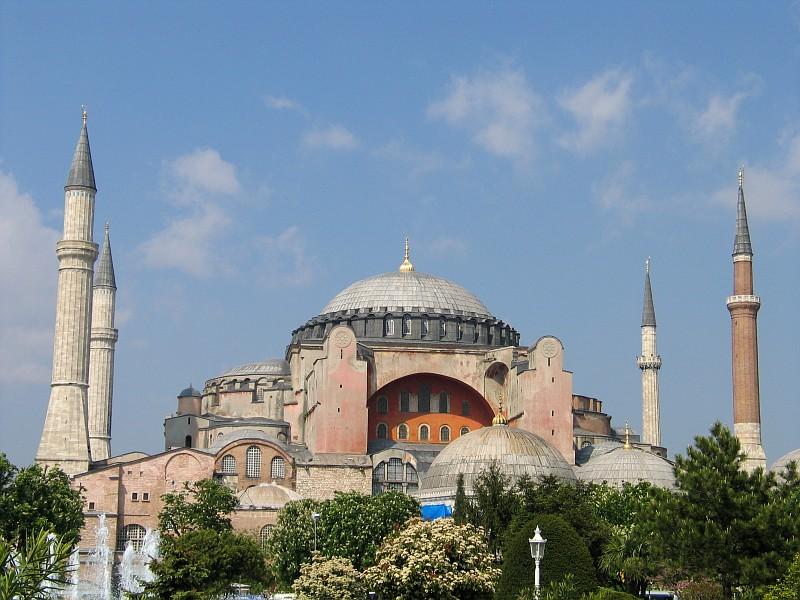
Die Hagia Sophia, eines der Wahrzeichen Istanbuls
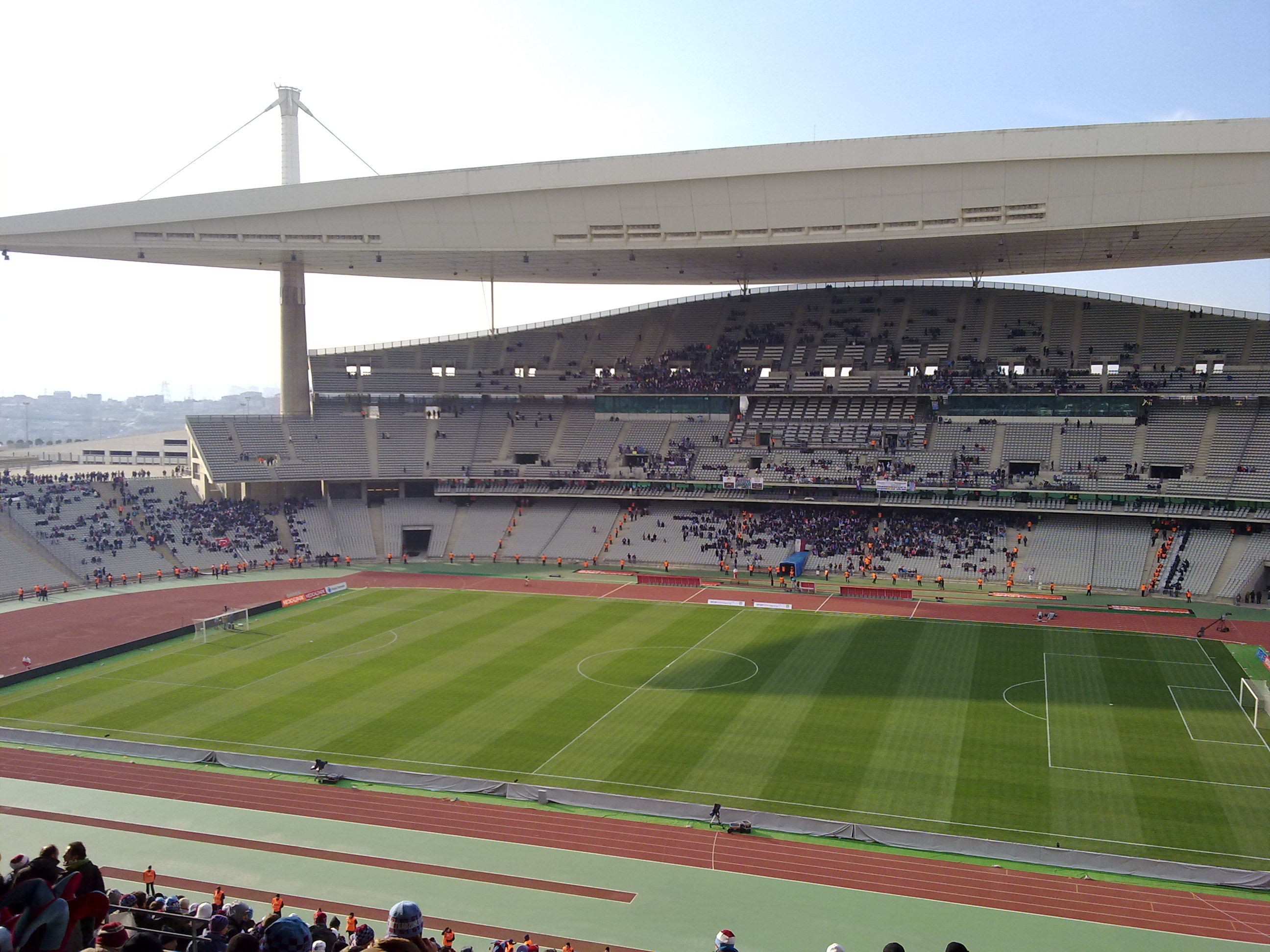
Das Atatürk-Olympiastadion soll für die Spiele umgebaut werden.

### Madrid
Das Spanische Olympische Komitee (Comité Olímpico Español, kurz COE) bestätigte am 20. Juli 2011 die Bewerbung der Landeshauptstadt Madrid für die Olympischen Spiele 2020. Spanien war Austragungsland der Olympischen Spiele 1992 in Barcelona. Für Madrid selbst war es die insgesamt vierte Bewerbung, die dritte in Folge. Bei der Wahl für die Olympischen Spiele 1972 ging der Zuschlag letztlich an München, bei der Abstimmung für 2012 scheiterte Madrid in der dritten Runde knapp an Paris und dem späteren Ausrichter London, bei der Sitzung des IOC zur Ermittlung der Spiele 2016 erreichte die Kandidatur Madrids die Finalrunde, wo man Rio de Janeiro unterlag.
Madrids Plan sah vor, die meisten Wettbewerbe in zwei Zonen bestehend aus je zwei Clustern innerhalb von Madrid auszurichten. In der östlichen Zona Campo de las Naciones hätte sich das Cluster Villa Olímpica mit dem olympischen Dorf sowie den Sportstätten für die Wettbewerbe in Leichtathletik, Bahnradsport, BMX, Turnen und Schwimmsport befunden. Als Olympiastadion sollte das Estadio de Madrid verwendet werden, welches derzeit ausgebaut wird. Weiter nördlich hätte sich das Cluster IFEMA mit dem Medienzentrum und -dorf befunden. Das Messegelände IFEMA war als Austragungsort für Badminton, Boxen, Fechten, Gewichtheben, Ringen, Judo, Taekwondo und Tischtennis vorgesehen. In der Ciudad Real Madrid hätten sich die Spielstätten für Feldhockey befunden und das Estadio Alfredo Di Stéfano wäre für 7er-Rugby eingeplant gewesen.
In der westlichen Zona Manzanares befindet sich das Cluster Club de Campo, mit dem Club de Campo Villa de Madrid, der als Sportstätte für Bogenschießen, Modernen Fünfkampf und Golf hätte fungieren sollen. Im selben Bereich befindet sich auch das Hipódromo de la Zarzuela, in dem die Reitsportbewerbe hätten ausgerichtet werden können. Ebenfalls im Westen der Stadt liegt das Cluster Casa de Campo mit dem gleichnamigen Stadtpark, das als Austragungsort für Mountainbike und Triathlon in Frage gekommenen wäre sowie der Madrid Arena für Handball. Daneben sollten in der Zona Manzanares, jedoch außerhalb der zwei Cluster, auch noch die Konkurrenzen im Tennis (Caja Mágica) sowie Rudern, Kanu und Langstreckenschwimmen (Circuito de Regatas Madrid/Getafe) stattfinden.
Nicht innerhalb der zwei Hauptzonen befanden sich die vorgesehenen Austragungsorte für Basketball (Las Ventas), Volleyball (Barclaycard Center), Beachvolleyball (Parque del Buen Retiro), Sportschießen (Centro de Tiro Paracuellos de Jarama) und Kanuslalom (Canal de Slalom de La Gavia) sowie das Estadio Santiago Bernabéu, welches für das Fußballendspiel geplant gewesen war.
Außerhalb der Metropolregion Madrid waren sechs Wettkampfstätten vorgesehen. Segeln sollte in Valencia stattfinden, weitere Fußballspielorte wären das Olympiastadion in Barcelona, das Estadio de La Romareda in Saragossa, das Estadio La Rosaleda in Málaga, das Estadio Nuevo Arcángel in Córdoba und das José-Zorrilla-Stadion in Valladolid gewesen. Die Wettkampfstätten außerhalb der Hauptstadt wurden so gewählt, dass sie über das spanische Hochgeschwindigkeitsnetz Alta Velocidad Española mit Madrid verbunden gewesen wären.
Das Logo Madrids war die stilisierte Darstellung der Puerta de Alcalá. Die Bewerbung lief unter dem Slogan „illuminate the future“.

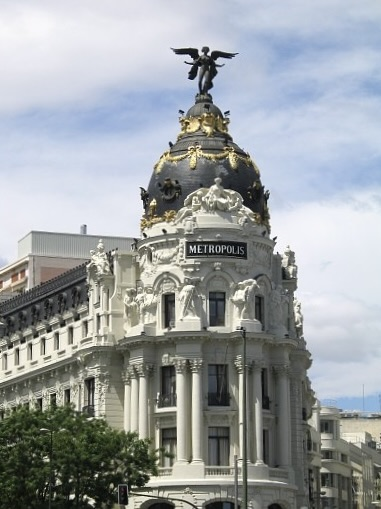
Das Metropolis-Haus zählt zu den bekanntesten Bauwerken Madrids.
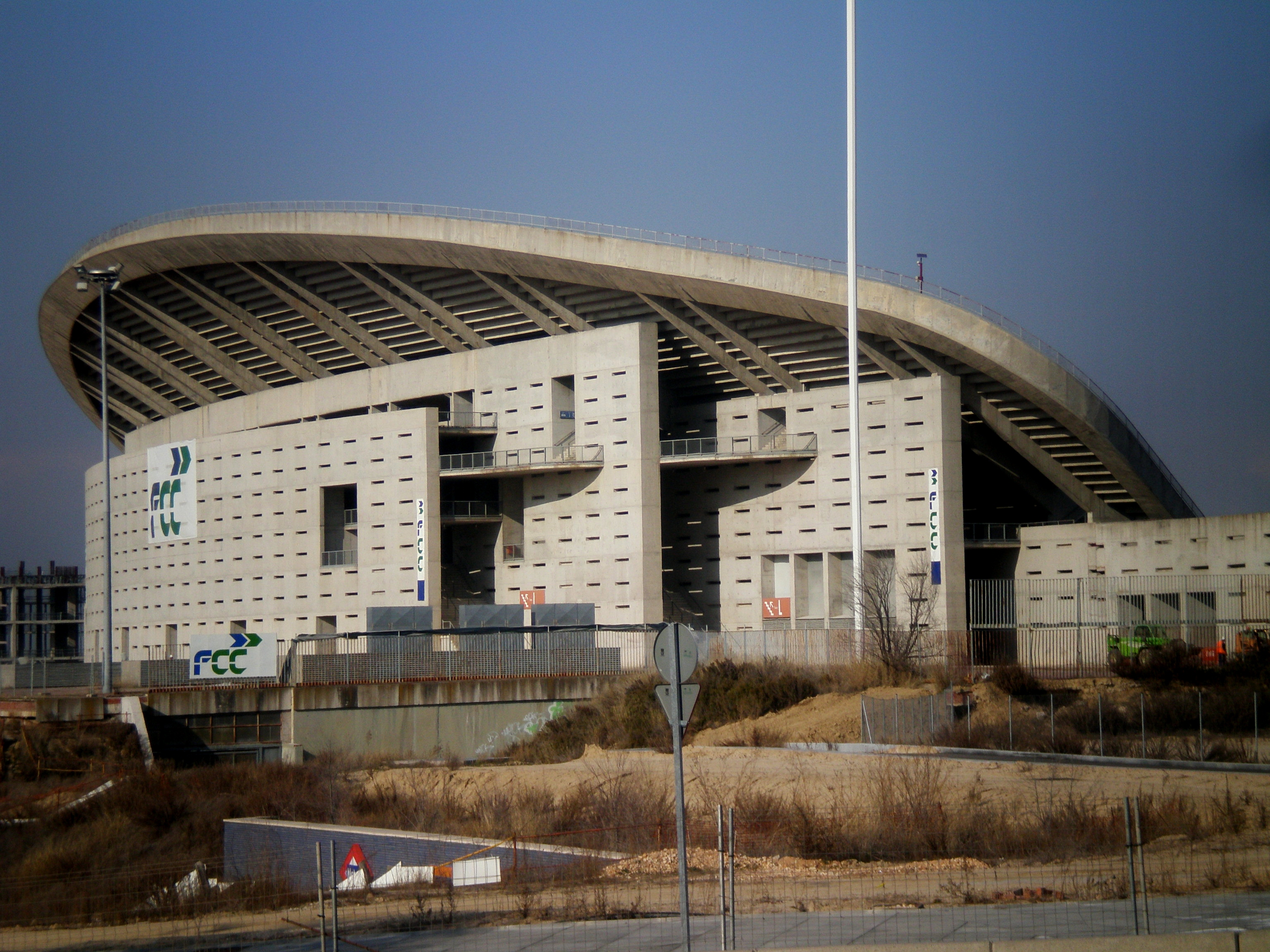
Das Estadio de Madrid wird derzeit für Atlético Madrid ausgebaut.

## Ehemalige Bewerbungen

### Rom
Das NOK von Italien hatte bereits am 19. Mai 2010 die Bewerbung beim IOC eingereicht. Als Vorsitzender der Bewerbungsgesellschaft war der Verwaltungsratsvorsitzende von Ferrari, Luca Cordero di Montezemolo, vorgesehen. Rom war 1960 Austragungsort der Olympischen Spiele. Auch die Spiele 1908 waren an Rom vergeben worden, wurden jedoch aufgrund von Organisationsmängeln der Stadt entzogen und an London vergeben. Weitere Bewerbungen der Stadt um die Olympischen Spiele 1924, 1936, 1940 und 1944 blieben erfolglos. Zuletzt bewarb sich die Stadt um die Ausrichtung der Spiele 2004 und verlor erst im letzten Wahlgang gegen Athen. Am 14. Februar 2012 zog Rom die Bewerbung wegen der Finanzkrise zurück.
Rom schlug Austragungsorte in sechs Zonen vor. Im Foro Italico Olympic Park Precinct hätten Leichtathletik sowie die Fußballfinalspiele im Olympiastadion stattgefunden. Außerdem hätten hier das Stadio del Nuoto und das Stadio del Tennis Schwimmsport ausgetragen. Im Tor Vergata Cluster im südöstlichen Vorort Tor Vergata waren die Sportarten Bogenschießen, Basketball, Handball, Volleyball, Bahnradsport und BMX geplant. Nahe dem Flughafen hätten im Nuovo Fiera di Roma Cluster Tennis, Turnen, Gewichtheben, Tischtennis, Fechten, Badminton, Taekwondo, Judo und Ringen stattgefunden. Im Colosseo Cluster hätte es nahe dem Kolosseum temporäre Sportstätten für Beachvolleyball und Straßenradsport gegeben. Im EUR Cluster hätten Triathlon, Boxen und Feldhockey stattgefunden und im Villa Ada Cluster hätte es den Modernen Fünfkampf und Mountainbike zum Bestaunen gegeben. Zusätzlich waren noch einige Austragungsorte außerhalb dieser Zonen geplant: Ostia für Freiwasserschwimmen, Formia für Segeln, die Piazza di Siena für Reitsport, den Olgiata Golf Club für Golf, Settebagni für Rudern und Kanu, das Stadio Flaminio für 7er-Rugby, Lunghezza für Sportschießen sowie die Stadien für die Fußball-Vorrundenspiele in Mailand, Turin, Florenz, Verona, Bari und Neapel.
Nachdem bereits bekannt war, dass Rom sich zurückgezogen hatte, wurde noch das Logo präsentiert. Es stellt stilisiert das Kolosseum dar. Der Slogan der Bewerbung war „A time for history“.

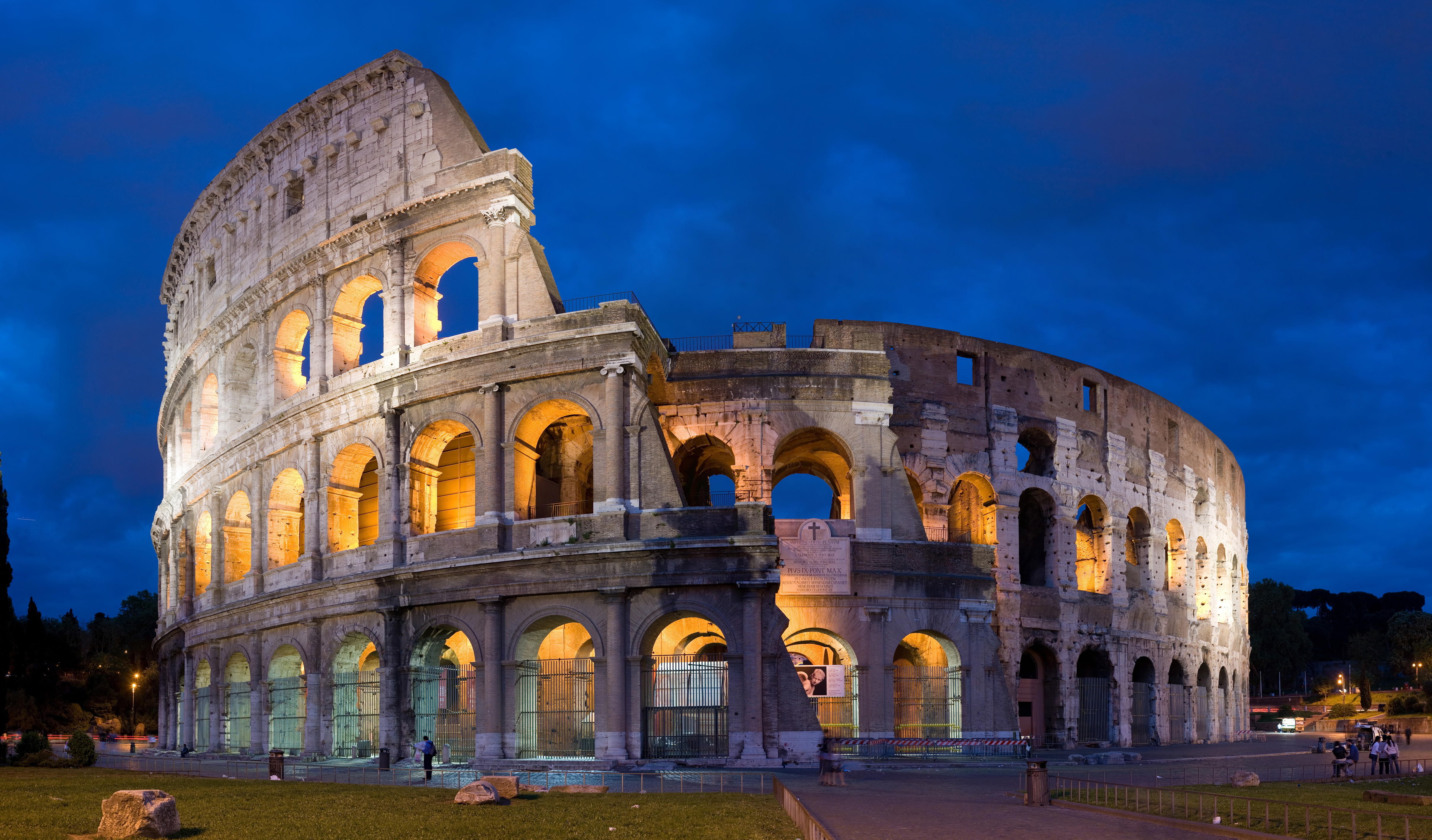
Das Kolosseum, Wahrzeichen Roms
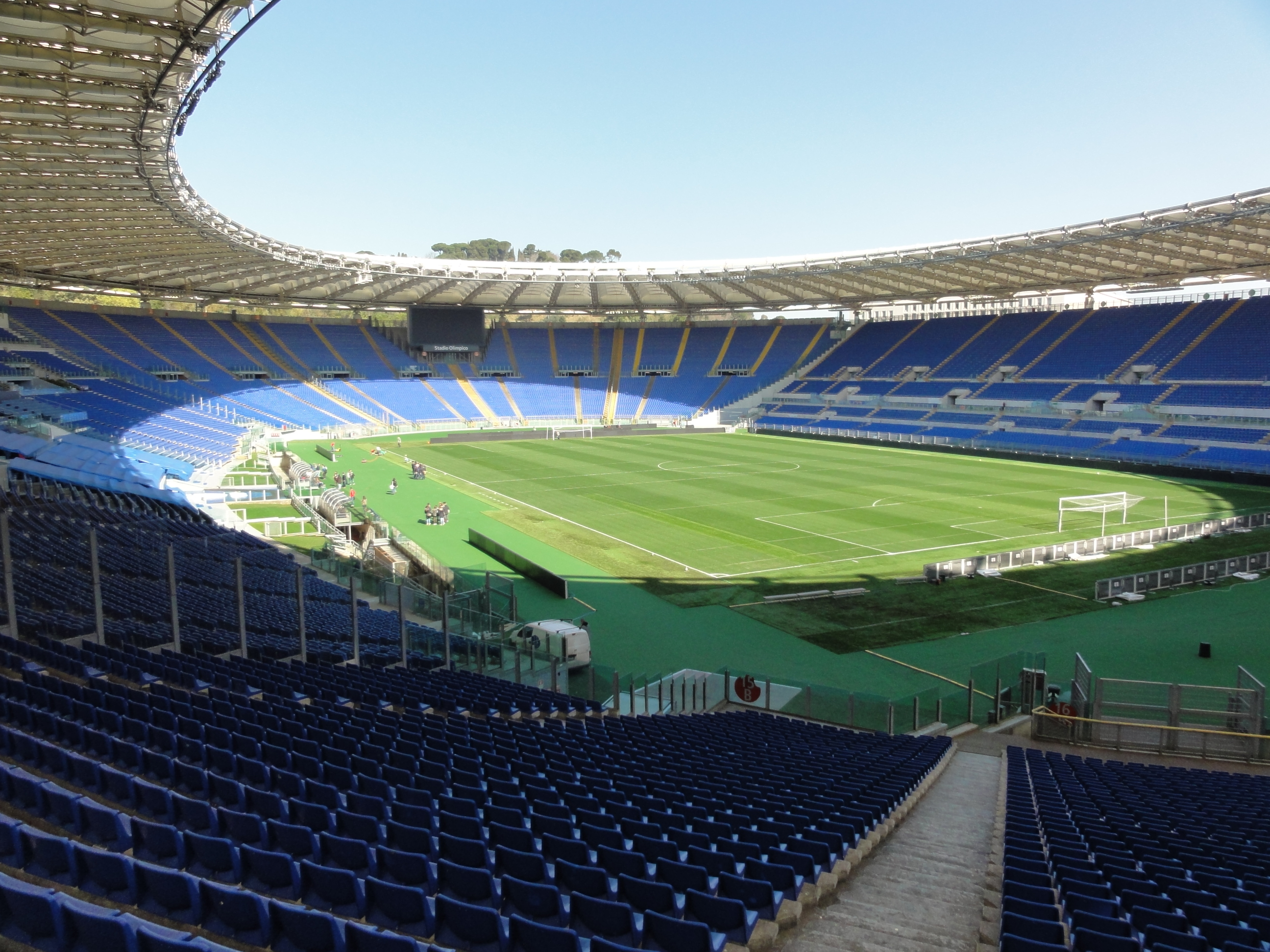
Das Olympiastadion Rom

### Baku
Baku bewarb sich zum zweiten Mal um die Austragung der Olympischen Spiele, bereits bei der Bewerbung für 2016 war die Stadt in der Vorauswahl gescheitert. Bislang wurden in Stadt und Land noch keine sportlichen Großereignisse ausgetragen. Am 23. Mai 2012 wurde Baku vom IOC nicht in die Liste der Kandidatenstädte aufgenommen.
Baku hatte vorgeschlagen, die Wettbewerbe in fünf Zonen, sogenannten „Clustern“ auszutragen. Der Waterfront Cluster hätte sich am Kaspischen Meer befunden. Die eigens für den Eurovision Song Contest 2012 erbaute Kristallhalle wäre Schauplatz für Judo gewesen. Zusätzlich hätten im Waterfront Cluster Segeln, Triathlon, die Straßenrennen, Freiwasserschwimmen und Beachvolleyball stattgefunden. Östlich dieser Zone hätte sich – ebenfalls am kaspischen Meer – der White City Cluster im neu erbauten Stadtteil Baku White City befunden. Nahe dem olympischen Dorf hätten dort die Wettbewerbe im Bahnradsport und Tennis stattgefunden. Auch das Mediendorf und -zentrum wären dort gebaut worden. Etwa fünf Kilometer nördlich des Olympiadorfes hätte sich der Olympic Stadium Cluster befunden. Rund um das sich im Bau befindliche Olympiastadion Baku wären die Wettbewerbe in Leichtathletik, Turnen, Schwimmsport, 7er-Rugby, Bogenschießen und einige Fußballspiele ausgetragen worden. Nahe dem Flughafen war der Airport Cluster geplant. Unter anderem im „Baku Expo Center“, dem zweitgrößten Messegelände der GuS-Staaten, hätten Fechten, Tischtennis, Taekwondo, Handball, Gewichtheben, Basketball, Reitsport, Hockey, der Moderne Fünfkampf und Golf stattgefunden. Westlich von Baku wären rund um den Khojahasan-See im Lake Khojahasan Precinct die Wettbewerbe in Rudern, Kanu, Mountainbike, Sportschießen und Boxen ausgetragen worden. Als Fußball-Spielorte hätten das Tofiq-Bəhramov-Stadion sowie Stadien in Qəbələ, Gəncə und Sumqayıt fungiert.
Das Bewerberlogo Bakus war an die landestypischen Teppiche angelehnt. Der Slogan lautete „Together we can!“.

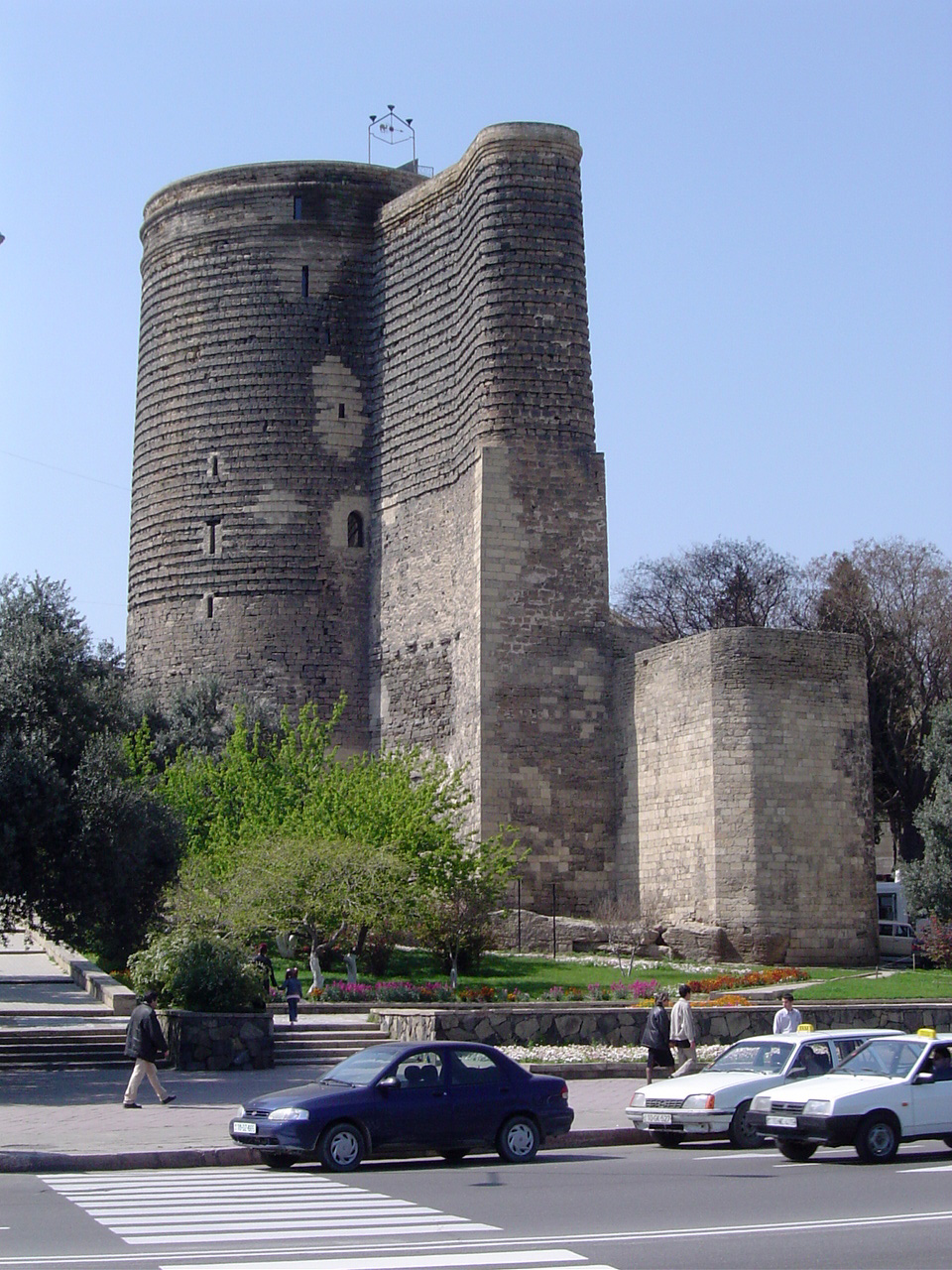
Der Jungfrauenturm zählt zum UNESCO-Weltkulturerbe.

### Doha
Nach der erfolgreichen Bewerbung zur Fußball-Weltmeisterschaft 2022 wollte das Land nun auch die Olympischen Spiele ausrichten; bei der Bewerbung für die Spiele 2016 war Doha in der Vorauswahl gescheitert. Einem Antrag, die Spiele aufgrund der in Katar vorherrschenden Sommerhitze im Herbst auszutragen, gab das Internationale Olympische Komitee statt, jedoch wurde Doha vom IOC nicht zur Kandidatenstadt ernannt.
Ähnlich dem Bakus sah Dohas Bewerbungskonzept einen Plan mit fünf Zonen vor. Das Games Centre im Norden Dohas hätte neben dem olympischen Dorf auch das Mediendorf, das Medienzentrum und die Austragungsstätte für Golf beherbergt. Nördlich davon, im Stadtentwicklungsprojekt Lusail, wird der Doha Olympic Park entstehen. Neben den Sportstätten für Bogenschießen, Sportschießen, Radsport, Schwimmsport und Turnen wird hier auch das Lusail Iconic Stadium für die Eröffnungs- und Schlussfeier sowie die Fußballfinalspiele errichtet werden. In der Aspire Zone hätten rund um das Khalifa International Stadium die Wettbewerbe für Leichtathletik, Boxen und Wasserball stattgefunden. In der Education City hätten sich Reitsport, der Moderne Fünfkampf, Fechten, Tischtennis, Taekwondo und Handball bestaunen lassen. Im sogenannten Water Park wären auf dem Gelände des Flughafens Doha, der noch dieses Jahr durch den Hamad International Airport ersetzt werden soll, die Wettbewerbe in Rugby, Volleyball, Rudern, Kanu und Segeln ausgetragen worden. Neben diesen Sportstätten hätte es noch weitere in Doha geben, jedoch außerhalb der Sportstättennzonen. Darunter waren das Jassim-Bin-Hamad-Stadion für Feldhockey sowie die Sportstätten für Badminton, Rhythmische Sportgymnastik, Straßenradrennsport, Triathlon, Beachvolleyball, Basketball, Gewichtheben, Judo, Ringen und Tennis. Als Austragungsorte für die Fußballvorrundenspiele hatte Doha das Al-Gharafa-Stadion, das Al-Khor-Stadion, das Al-Raayan-Stadion und das Al-Wakrah-Stadion vorgeschlagen.
Das Logo Dohas stellte den großen Baum dar, auf dessen Wurzeln der Legende nach die Stadt Doha errichtet wurde. Der Slogan der Bewerbung lautete „inspiring change“.